# Fedayan-e eslam
Fedayan-e eslam (persiska: فدائیان اسلام), är en iransk islamistisk terrororganisation som grundades 1946 av den 21-årige teologistudenten Navvab Safavi.

## Aktiviteter under Pahlavimonarkin
Organisationen ville "rena islam" och befria det från "korrumperande individer" genom noggrant planerade mord på vissa ledande intellektuella och politiker under Pahlavimonarkin. Gruppen genomförde en rad mord och attentat, bland annat morden på historikern Ahmad Kasravi, premiärministrarna Hassan Ali Mansur, Abdolhosein Hazhir och Ali Razmara samt utbildningsministern Abdolhamid Zangeneh. Genom sina goda kontakter i prästerskapet lyckades man ibland få förövarna benådade från fängelsestraff.
Den 21 november 1955 utförde gruppen även ett misslyckat mordförsök på dåvarande premiärministern Hosein Ala. Safavi och tre av hans anhängare greps då och avrättades. Fedayan-e eslam blev åter aktuell 1965 då den var delaktig i mordet på premiärminister Hassan Ali Mansur.

## Aktiviteter efter revolutionen 1979
Efter den islamiska revolutionen 1979 agerade organisationen som stödtrupp till den nya regimen under ledning av prästen Sadeq Khalkhali som blev berömd som "Khomeinis hängningsdomare". Flera av organisationens målsättningar förverkligades av den Islamiska republiken Iran på ett modifierat sätt, i synnerhet rörande frågor såsom islamisk "rättvisa", religiösa minoriteters och kvinnors rättigheter, underklassens roll i samhället, det shiitiska prästerskapets ställning i samhället, syn på USA och Israel, etc.